# Theokoleon
Il Theokoleon era la residenza permanente dei sacerdoti di Olimpia (theokolos).

## L'edificio

Piano del santuario di Olimpia. Il Teecoleón stava nel nº 22.

Costruita verso la metà del secolo IV a.C., tra la palestra e il Leonidaion, fuori l'Altis e nell'angolo ovest del Santuario di Olimpia. Della sua esistenza parla Pausania.
Originariamente, l'edificio, di forma quadrata, consisteva in un cortile centrale con un pozzo e 8 stanze circostanti. Successive modifiche e ampliamenti in epoche successive, soprattutto in epoca romana, hanno aggiunto diverse stanze nell'ala est dell'edificio e un cortile con diverse unità allineate rispetto a questo, nella forma di un frontone.